# کیوکو کاگاوا
کیوکو کاگاوا (انگلیسی: Kyōko Kagawa؛ زادهٔ ۵ دسامبر ۱۹۳۱) هنرپیشه اهل ژاپن است. از فیلم‌هایی که وی در آن نقش داشته‌است، می‌توان به داستان توکیو، بهشت و دوزخ، ریش‌قرمز، زندگی پس از مرگ، سانشوی مباشر، مادر و نامه عاشقانه اشاره کرد.